# Anabela Đogani
Anabela Đogani (en serbio: Анабела Ђогани), también puede aparecer escrito su nombre como Anabela Djogani, (26 de enero de 1975 en Goražde, República Socialista de Bosnia y Herzegovina, Yugoslavia) es una cantante de turbo-folk y pop serbobosnia. Ella inició su carrera en 1993 como parte del dúo Funky G, junto con su esposo Gagi Đogani. El 29 de abril de 2009, el dúo se dividió tanto profesional como sentimentalmente y Anabela continuó su carrera más tarde como cantante solista.

## Biografía
Anabela nació en Goražde el 26 de enero de 1975 como Anabela Bukva en lo que era la República Socialista de Bosnia y Herzegovina. La madre de Anabela es serbia de Bosnia, y su padre es bosníacos. Cuando tenía tres años sus padres se divorciaron y Anabela se fue a vivir con su padre. Por motivos escolares, a los trece años se trasladó a Sarajevo y con 16 años se mudó con su novio a Suiza. Más tarde fue a visitar Bosnia y Herzegovina y fue una de las primeras víctimas de la guerra. No tenía ningún contacto con ninguno de los padres, por lo que decidió trasladarse a Belgrado, donde trabajó como secretaria y conocería a su futuro marido, Gazmen Gagi Đogani cuando tenía 17 años y el 20, tomando su apellido. Posteriormente quedó embarazada de gemelos pero abortó. Desde entonces dio a luz dos niñas, Luna y Nina.
Después de un largo período de inestabilidad en la relación, el matrimonio terminó en 2009 y posteriormente Anabela dejó Funky G para iniciar su carrera en solitario.

## Carrera profesional
En 1993, Anabela y Gagi comenzaron su carrera como parte del dúo Funky G. Tuvieron gran éxito con la mayoría de las canciones. Su género fue pop con algunos elementos de pop-folk y turbo-folk. Los sencillos más exitosos fueron "Samo u snu", "Robinja", "Ja Imam Nekog", "Napravi Se Lud", "U Tvojim Kolima", "Jel Ti Zao", "Gad", "Ponovo" y "Kafana na Balkanu", lanzadando doce álbumes de estudio y dos recopilatorios de grandes éxitos.
En 2009 comenzó su carrera en solitario con el sencillo "Dragi Moj", que fue un éxito en Bosnia, y grabó un video musical para la canción. El director del video es Dejan Milicevic y el video fue filmado en Mavrovo, Macedonia. Su segundo sencillo en solitario es "100 Ratova" junto con Mia. Ella fue una de los concursantes en el programa de televisión VIP Veliki Brat 2010, terminando en el segundo lugar.